# Camilla Alessio
Camilla Alessio (Cittadella, 23 luglio 2001) è un'ex ciclista su strada e pistard italiana, attiva in formazioni UCI dal 2020 al 2022.

## Carriera
Nella categoria Juniores è stata campionessa del mondo e due volte campionessa europea di inseguimento a squadre. Dal 2020 al 2022 è stata attiva come Elite/Under-23 con le formazioni UCI BePink (2020-2021) e Ceratizit-WNT (2022), senza però cogliere vittorie. Si è ritirata dall'attività a fine 2022 per problemi fisici, rimanendo però nel settore come addetta marketing per aziende ciclistiche.

## Palmarès

### Strada
- 2018 (Juniores)

2ª prova Giro della Campania in Rosa

#### Altri successi
- 2020 (BePink)

Classifica giovani Tour Cycliste Féminin International de l'Ardèche

### Pista
- 2018 (Juniores)

Campionati europei, Inseguimento a squadre Junior (con Silvia Zanardi, Gloria Scarsi, Giorgia Catarzi e Sofia Collinelli)
- 2019 (Juniores)

Campionati del mondo, Inseguimento a squadre Junior (con Giorgia Catarzi, Eleonora Gasparrini, Sofia Collinelli e Matilde Vitillo)
Campionati europei, Inseguimento a squadre Junior (con Eleonora Gasparrini, Giorgia Catarzi, Sofia Collinelli e Matilde Vitillo)

## Piazzamenti

### Grandi Giri
- Giro d'Italia

2021: 52ª

### Competizioni mondiali
- Campionati del mondo su strada

Innsbruck 2018 - Cronometro Junior: 2ª
Innsbruck 2018 - In linea Junior: 7ª
Yorkshire 2019 - Cronometro Junior: 4ª
Yorkshire 2019 - In linea Junior: 11ª
- Campionati del mondo su pista

Aigle 2018 - Inseguimento individuale Junior: 15ª
Francoforte sull'Oder 2019 - Inseg. a squadre Junior: vincitrice
Francoforte sull'Oder 2019 - Inseguimento individuale Junior: 10ª

### Competizioni continentali
- Campionati europei su strada

Zlín 2018 - In linea Junior: 10ª
Alkmaar 2019 - Cronometro Junior: 4ª
Alkmaar 2019 - In linea Junior: ritirata
Trento 2021 - In linea Under-23: 9ª
- Campionati europei su pista

Aigle 2018 - Inseguimento a squadre Junior: vincitrice
Gand 2019 - Inseguimento a squadre Junior: vincitrice
Gand 2019 - Inseguimento individuale Junior: 3ª